# Scinax ruber
Espèce
Synonymes
- Hyla rubra Laurenti, 1768
- Hyla lateristriga Spix, 1824
- Hyla conirostris Peters, 1863
- Scytopis alleni Cope, 1870 "1869"
- Scytopsis cryptanthus Cope, 1874
- Hyla lineomaculata Werner, 1899
- Hyla rubra hübneri Melin, 1941
- Hyla robersimoni Donoso-Barros, 1965

Statut de conservation UICN

 LC  : Préoccupation mineure
Scinax ruber est une espèce d'amphibiens de la famille des Hylidae.

## Répartition
Cette espèce se rencontre en Bolivie, au Brésil, en Colombie, en Équateur, au Guyana, en Guyane, au Panama, au Pérou, au Suriname, à Trinité-et-Tobago et au Venezuela. Elle a été introduite en Martinique, à Porto Rico et à Sainte-Lucie.

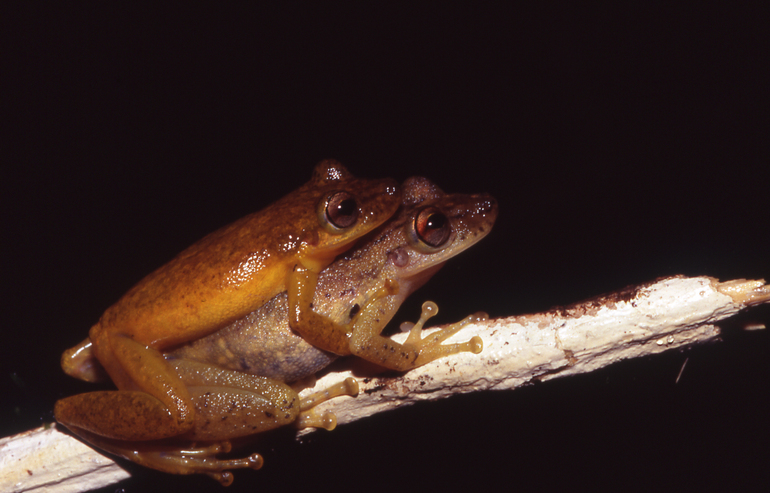
Scinax ruber

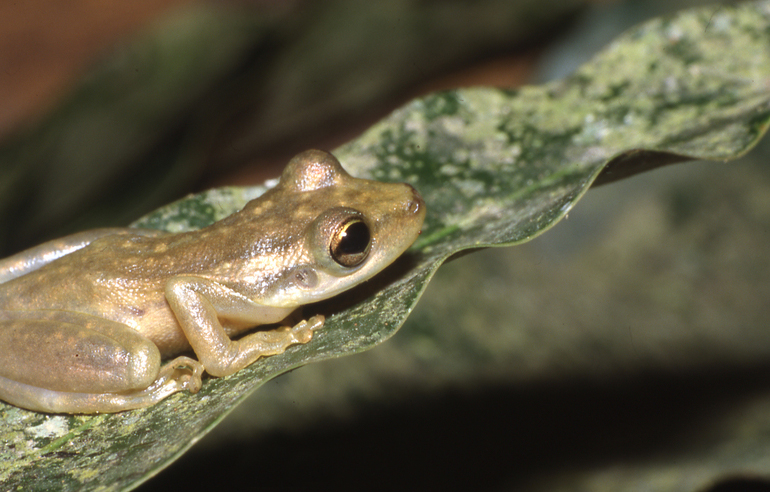
Scinax ruber

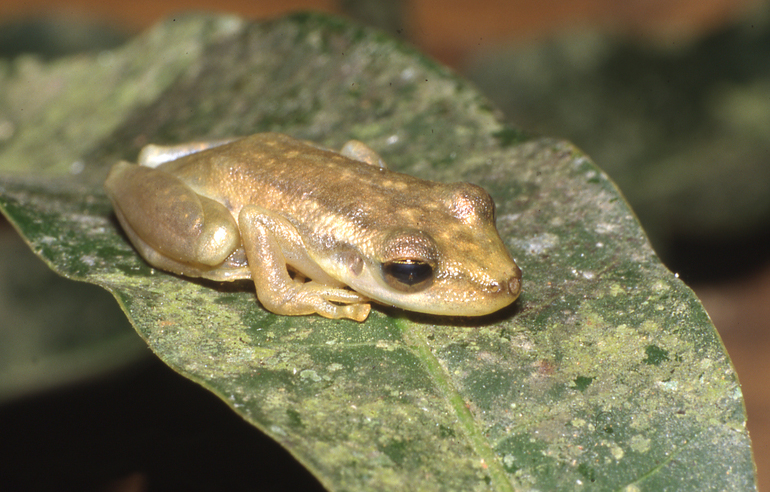
Scinax ruber

## Publication originale
- Laurenti, 1768 : Specimen medicum, exhibens synopsin reptilium emendatam cum experimentis circa venena et antidota reptilium austriacorum Vienna Joan Thomae p. 1-217 (texte intégral).